# Carl Ljung
Carl Johan Ljung, född Andersson 26 mars 1877 i Bällefors församling i Skaraborgs län, död 17 april 1967 i Kungsholms församling i Stockholm, var en svensk idrottsman (kortdistanslöpare).

## Karriär
Tävlande för AIK vann han SM-guld på 100 meter år 1900 (tid 12,2 s) och i stafett 4x100 meter år 1905. Totalt tog han fem SM-medaljer i friidrott.
Den 23 september år 1900 sprang Ljung 100 meter på tiden 10,8 s vilket då motsvarade världsrekordet. Loppet gick dock av stapeln inte på en löparbana utan på vanlig väg. Vissa källor  anger att han tangerade världsrekordet (som hade satts av Luther Cary, USA år 1891) och europarekordet (satt av Cecil Lee, Storbritannien år 1892). De två rekorden hade redan tangerats av Harald Andersson-Arbin (år 1896), Isaac Westergren (två gånger, år 1898 och 1899) och skulle senare tangeras även av Eric Frick (år 1903) och Knut Lindberg (år 1906). Rekorden förbättrades senare år 1906 av Knut Lindberg till 10,6 s. Andra källor tar inte upp Carl Ljungs resultat som vare sig världs- eller europarekord.

## Rekord

### Världsrekord (inofficiellt)
- 100 m: 10,8 s (Stockholm,  23 september 1900), tangering[5]

### Europarekord (inofficiellt)
- 100 m: 10,8 s (Stockholm,  23 september 1900), tangering[6]

### Personliga rekord
- 100 m: 10,8 s (Stockholm,  23 september 1900)>[7]